# Seth Thomas
Seth Thomas (Wolcott, 19 de agosto de 1785 - 29 de enero de 1859) fue un relojero estadounidense, fundador de la empresa Seth Thomas Clock Company radicada en Connecticut.

## Semblanza

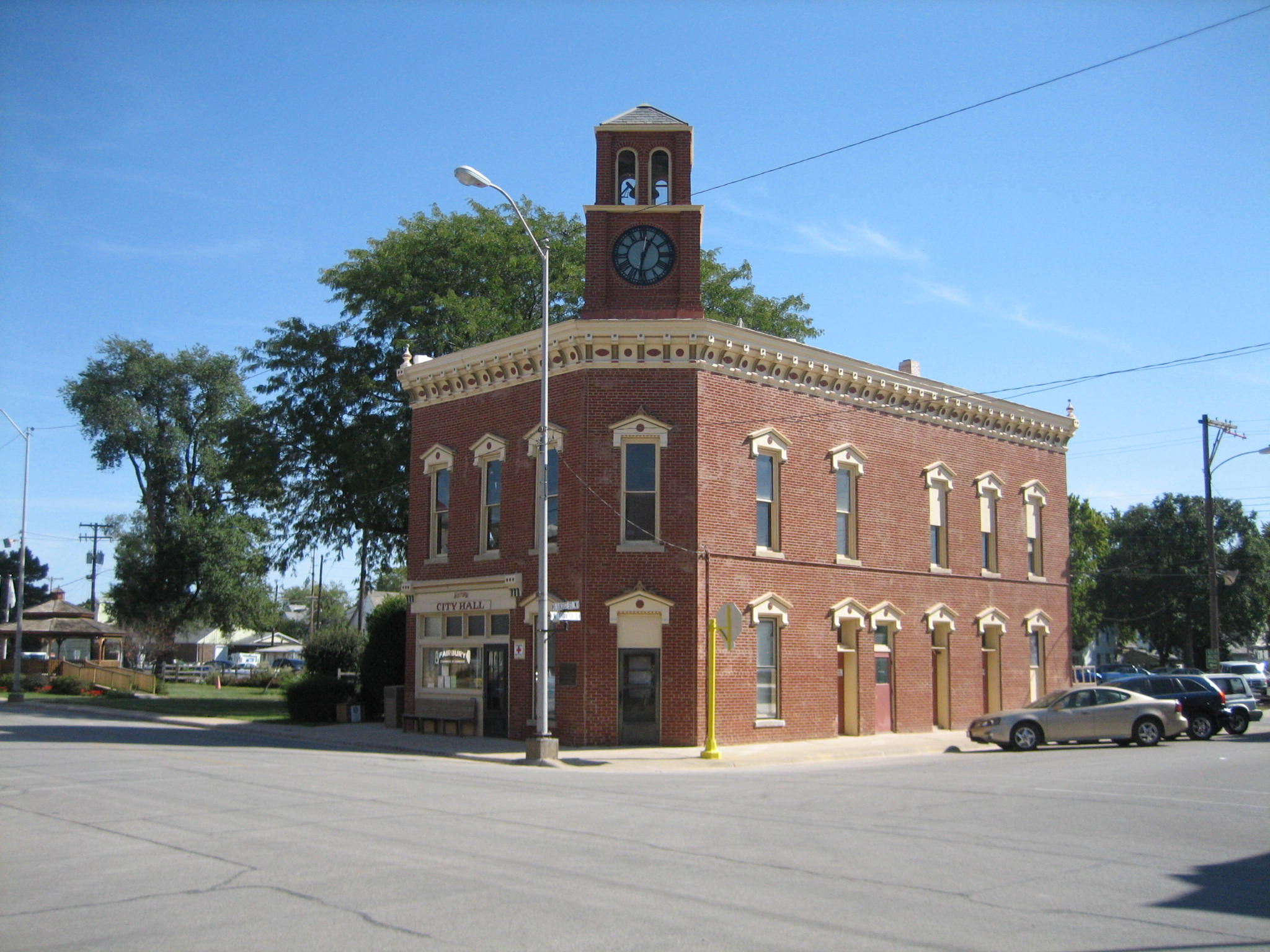
El Fairbury City Hall muestra otro de los relojes fabricados por Thomas

Thomas comenzó la fabricación de relojes en 1807, trabajando para Eli Terry. En 1810 compró el negocio de Terry junto a Silas Hoadley, aunque optó por culminar esta asociación en 1812 para luego trasladarse a Plymouth Hollow (Connecticut), donde compró a Heman Clark una fábrica de relojes con movimiento metálico.
En 1853, Thomas creó oficialmente la Seth Thomas Clock Company, aunque en el sitio web de la firma se señala el origen del nombre comercial de "Seth Thomas" como patrimonio propio desde 1813. El reloj de la Grand Central Terminal (Nueva York) fue fabricado por la empresa.
La Seth Thomas Clock Company fabricó el reloj del templo parroquial San Juan Bautista de Neira-Caldas en Colombia hacia el año 1883.
Actualmente, la Seth Thomas Clock Company es propiedad del Colibri Group.

## Reconocimientos
- Antes del fallecimiento de Thomas, el nombre de Plymouth Hollow fue cambiado a Thomas Town en su honor. Igualmente, el 6 de julio de 1875, el nombre de Thomas Town fue cambiado a Thomaston, nombre que posee hasta la actualidad.[3]

## Galería

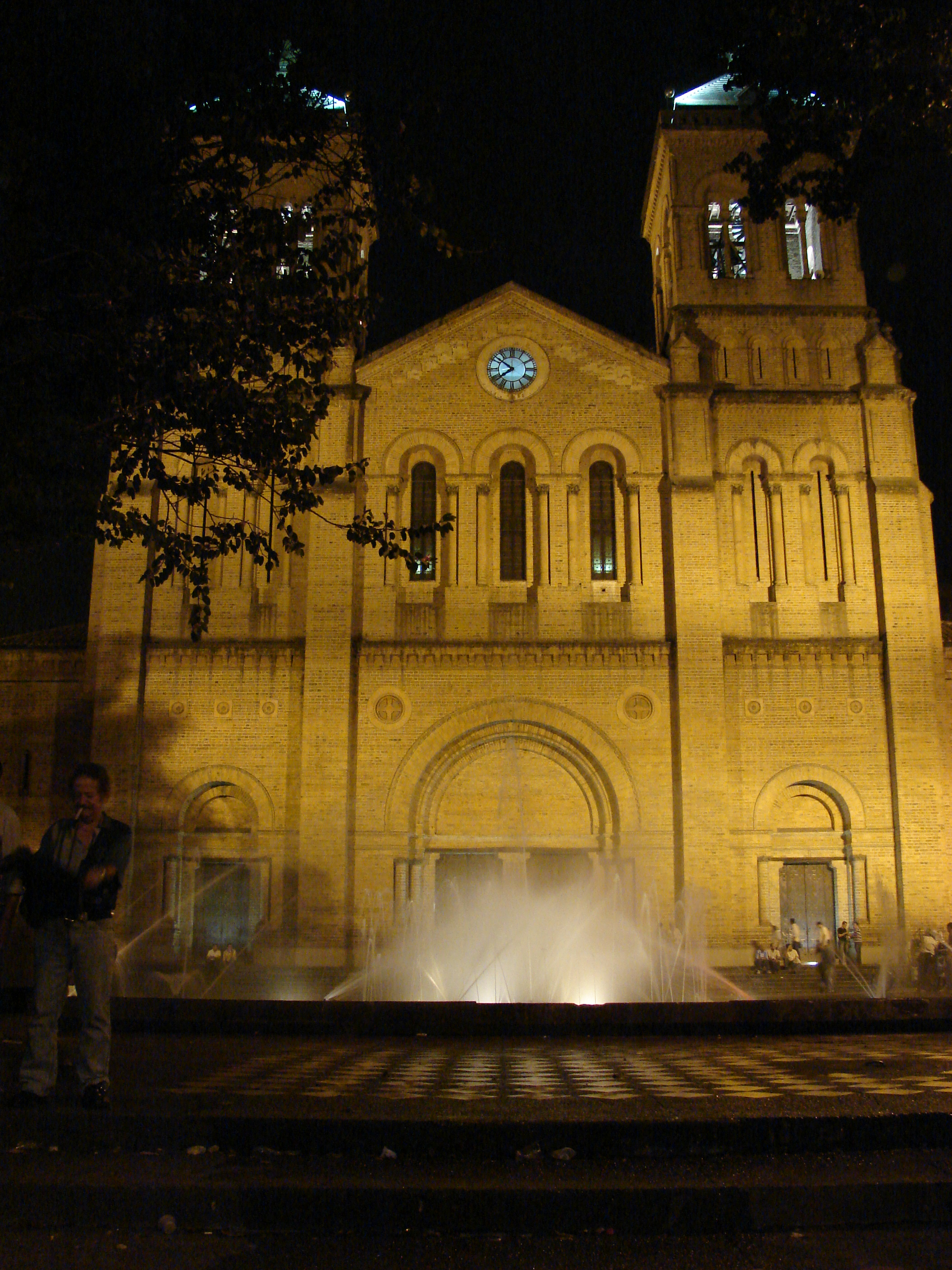
El reloj de la Catedral Metropolitana de Medellín fue fabricado por la Seth Thomas Clock Company

|  |  |